# Division II i fotboll 1983
Division II i fotboll 1983 var 1983 års säsong av Division II som bestod av 2 serier med 12 lag i varje serie. Det var då Sveriges näst högsta division. Varje serievinnare och serie två kvalade för att ta klivet upp till Allsvenskan och sämsta laget degraderades till Division III. Det gavs 2 poäng för vinst, 1 poäng för oavgjort och 0 poäng för förlust.

## Norra
| Nr | Lag                   | S  | V  | O | F  | GM | IM | MS  | P  |
| -- | --------------------- | -- | -- | - | -- | -- | -- | --- | -- |
| 1  | IFK Norrköping (N)    | 22 | 16 | 3 | 3  | 68 | 14 | +54 | 35 |
| 2  | Djurgårdens IF        | 22 | 13 | 5 | 4  | 46 | 22 | +24 | 31 |
| 3  | Örebro SK             | 22 | 10 | 7 | 5  | 36 | 27 | +9  | 27 |
| 4  | IF Brommapojkarna (U) | 22 | 11 | 4 | 7  | 37 | 33 | +4  | 26 |
| 5  | Västerås SK           | 22 | 9  | 5 | 8  | 39 | 41 | −2  | 23 |
| 6  | Sandvikens IF         | 22 | 8  | 6 | 8  | 26 | 29 | −3  | 22 |
| 7  | IFK Sundsvall         | 22 | 8  | 5 | 9  | 30 | 29 | +1  | 21 |
| 8  | Vasalunds IF          | 22 | 6  | 7 | 9  | 27 | 38 | −11 | 19 |
| 9  | Karlslunds IF (U)     | 22 | 4  | 8 | 10 | 26 | 37 | −11 | 16 |
| 10 | IFK Västerås          | 22 | 6  | 3 | 13 | 26 | 52 | −26 | 15 |
| 11 | IFK Eskilstuna        | 22 | 5  | 5 | 12 | 15 | 41 | −26 | 15 |
| 12 | Ope IF                | 22 | 4  | 6 | 12 | 23 | 36 | −13 | 14 |

## Södra
| Nr | Lag                | S  | V  | O  | F  | GM | IM | MS  | P  |
| -- | ------------------ | -- | -- | -- | -- | -- | -- | --- | -- |
| 1  | Kalmar FF (N)      | 22 | 14 | 4  | 4  | 34 | 15 | +19 | 32 |
| 2  | IFK Malmö          | 22 | 13 | 2  | 7  | 41 | 24 | +17 | 28 |
| 3  | Landskrona BoIS    | 22 | 12 | 3  | 7  | 35 | 23 | +12 | 27 |
| 4  | Åtvidabergs FF (N) | 22 | 9  | 7  | 6  | 26 | 17 | +9  | 25 |
| 5  | IS Halmia          | 22 | 7  | 9  | 6  | 31 | 23 | +8  | 23 |
| 6  | Kalmar AIK (U)     | 22 | 8  | 7  | 7  | 31 | 31 | 0   | 23 |
| 7  | Trelleborgs FF     | 22 | 8  | 6  | 8  | 26 | 28 | −2  | 22 |
| 8  | Myresjö IF         | 22 | 7  | 7  | 8  | 25 | 27 | −2  | 21 |
| 9  | Grimsås IF (U)     | 22 | 5  | 10 | 7  | 27 | 35 | −8  | 20 |
| 10 | Västra Frölunda IF | 22 | 5  | 9  | 8  | 18 | 26 | −8  | 19 |
| 11 | Helsingborgs IF    | 22 | 6  | 5  | 11 | 22 | 32 | −10 | 17 |
| 12 | Karlskrona AIF     | 22 | 1  | 5  | 16 | 14 | 49 | −35 | 7  |

## Kval
IFK Norrköping och Kalmar FF till Fotbollsallsvenskan 1984.
| Tvåorna        | Ettorna   | Resultat |
| -------------- | --------- | -------- |
| Djurgårdens IF | Kalmar FF | 1–0      |
| Djurgårdens IF | Kalmar FF | 1–3      |

|                |           | Slutställning |
| -------------- | --------- | ------------- |
| Djurgårdens IF | Kalmar FF | 2–3           |

| Tvåorna   | Ettorna        | Resultat |
| --------- | -------------- | -------- |
| IFK Malmö | IFK Norrköping | 0–1      |
| IFK Malmö | IFK Norrköping | 0–4      |

|           |                | Slutställning |
| --------- | -------------- | ------------- |
| IFK Malmö | IFK Norrköping | 0–5           |